# Nicolas Broca
Nicolas Broca (* 18. April 1932 in Lüttich; † 7. Februar 1993) war ein belgischer Comiczeichner, der unter dem Künstlernamen Nic bekannt wurde. 

## Leben
Nicolas „Nic“ Broca arbeitete seit den 1970er Jahren bei Dupuis und wurde 1980 beauftragt, die Abenteuer von Spirou und Fantasio nach den Szenarien von Raoul Cauvin zu illustrieren. Zusammen brachten sie drei lange Geschichten hervor, die zuerst im Magazin veröffentlicht wurden und dann in Albumform. Wegen der schwachen Begeisterung, die ihre Version der Helden erweckte, entschied Dupuis, Tome und Janry die Serie anzuvertrauen.
Nic verließ Dupuis trotzdem nicht und blieb bei den Animationsstudios, wo er Die Schnorchels erschuf. Diese Serie hatte einen größeren Erfolg und erschien ebenfalls in Albenform. Er animierte zudem (mit anderen) den 1972 erschienenen Zeichentrickfilm Tim und der Haifischsee.

## Werke
Die erste Zahl gibt die Erstveröffentlichung der Comicbände in Frankreich an. In Deutschland erschienen die Alben bei  Carlsen Comics.
- 1981/82 La ceinture du grand froid (Broca/Cauvin) Die Eiszeit-Maschine (Album 28)
- 1982 La boîte noire (Broca/Cauvin) Die Büchse der Pandora (Album 29)
- 1982/83 Les faiseurs de silence (Broca/Cauvin) Der Lärmschlucker (Album 30)